# Rząd Marina Rajkowa
Rząd Marina Rajkowa – 91. rząd w historii Bułgarii funkcjonujący od 13 marca 2013 do 29 maja 2013.
20 lutego 2013 urzędujący premier Bojko Borisow podał się wraz z całym rządem do dymisji. Do rezygnacji doszło po kilkunastu dniach protestów w reakcji na podwyżki cen mediów i po skrytykowanej przez premiera interwencji policji, w wyniku której kilkanaście osób zostało rannych. 13 marca 2013 prezydent Rosen Plewneliew powołał nowy gabinet na czele z Marinem Rajkowem, którego mandat został wyznaczony do czasu organizacji przedterminowych wyborów parlamentarnych. Rząd ten został zastąpiony 29 maja 2013 przez gabinet Płamena Oreszarskiego tworzony przez Bułgarską Partię Socjalistyczną oraz Ruch na rzecz Praw i Wolności.

## Skład rządu
- premier: Marin Rajkow[5]
- wicepremier, minister rozwoju regionalnego i robót publicznych: Ekaterina Zachariewa
- wicepremier, minister pracy i polityki społecznej: Dejana Kostadinowa
- wicepremier ds. funduszy europejskich: Ilijana Canowa
- minister spraw wewnętrznych: Petja Pyrwanowa
- minister zdrowia: Nikołaj Petrow
- minister rolnictwa i żywności: Iwan Stankow
- minister gospodarki, energetyki i turystyki: Asen Wasilew
- minister kultury: Władimir Penew
- minister edukacji, młodzieży i nauki: Nikołaj Miłoszew
- minister ochrony środowiska i zasobów wodnych: Julian Popow
- minister obrony: Todor Tagarew
- minister sprawiedliwości: Dragomir Jordanow
- minister bez teki: Roman Wasilew
- minister transportu, technologii informacyjnych i komunikacji: Kristian Krystew
- minister sportu: Petyr Stojczew
- minister finansów: Kalin Christow